# دهستان حومه (دیلم)
دهستان لیراوی (حومه) نام دهستانی در بخش مرکزی شهرستان دیلم، استان بوشهر در ایران که در بین بندر دیلم و بندر گناوه قرار گرفته است. براساس سرشماری مرکز آمار ایران در سال ۱۳۸۵، جمعیت آن ۲۴۷۰ نفر (۴۹۹ خانوار) بوده‌است.[۱]

بلوک(منطقه) لیراوی حومه شامل روستاهای عامری، کنارکوه، بیدو، بنه‌خاطر و تنوب‌سید می باشد.
بوده‌است.

## مردم
مردم این دهستان لیراوی هستند به زبان لری با گویش لیراوی سخن می گویند.